# Whiskey Trust
Der Whiskey Trust (offiziell von 1887 bis 1890 Distillers & Cattle Feeders Trust, ab 1890 bis 1895 Distilling and Cattle Feeding Company) war ein Trust, der von 1887 bis 1895 existierte und zeitweise 87 % der Whiskeyproduktion der USA kontrollierte.

## Geschichte
Der Whiskey-Trust hatte bereits einige kurzlebige Vorläufer. Der 1870 gegründete Peoria Pool versammelte Whiskybrennereien, die im zentralen Illinois angesiedelt waren. 1881 gründete sich die Western Export Association. Diese sollte als Folge einer wirtschaftlichen Depression die Überkapazitäten im Markt abbauen, indem sie die Mitglieder zu einer Produktionsmenge verpflichtete, die diese nicht überschreiten durften. Die Western Export Organisation scheiterte da zahlreiche Mitglieder sich nicht an diese Obergrenzen hielten und andere Brennereien, die nicht Mitglieder des Trusts waren ihre Produktion ausweiteten. Die Western Export Association löste sich 1882 wieder auf. Diese gründeten sich alle in Peoria, Illinois, der Stadt in der Welt mit der damals größten Whiskeyproduktion. Von 1882 bis 1887 gab es mehrere Versuche, die Produktion einzuschränken, indem einzelne Destillerien ganz ihre Produktion einstellten und dafür von den anderen entschädigt wurden. Auch dies war dauerhaft kein Erfolg. Vor allem da weiterhin Destillerien die Preise unterboten und es nicht gelang, einen höheren Preis auf dem Markt durchzusetzen.
1887 schlossen sich die Great Western Distillery und mehrere andere im Ort ansässige Destillerien zum Distillers & Cattle Feeders' Trust zusammen. Cattle Feeders kam in den Namen, da die Maische-Rückstände der Whiskeyproduktion als Tierfutter weiterverwendet wurden. Der Trust war nach dem Modell von Standard Oil gestaltet. Alle Mitglieder übergaben die komplette Kontrolle über ihr operatives Geschäft an den Vorstand des Trusts. Erster Präsident war Joseph B. Greenhut.
Nach der Reorganisation 1890 war der Trust rechtlich ein Unternehmen, das bei allen Tochterunternehmen – vormals den Mitgliedern des Trusts – eine Mehrheitsbeteiligung hielt. Ungefähr zu dieser Zeit begann auch das Vorgehen der US-Bundesbehörden und einzelner Behörden von Bundesstaaten gegen den Trust. 1893 erlebten die USA eine Rezession, die sowohl den Absatz wie auch den Preis von Whiskey senkten. Der Whiskeypreis war relativ unflexibel, da ein Großteil des Preises aus der festgesetzten Steuer auf den Whiskey bestand, so dass der Absatz weiter einbrach. Zudem begannen mit der Rezession mehr Schwarzbrenner auf den Markt zu drängen, die gar keine Steuer zahlten und den Trust so unterbieten konnten. Ab 1893 begann der Trust in finanzielle Probleme zu geraten. Zur Zeit der gerichtlichen verfügten Zwangsauflösung 1895 befand sich der Trust bereits seit mehreren Monaten im Insolvenzverfahren.

### Geschäftsmodell
Der Trust nutzte seine Mittel, um zahlreiche weitere Brennereien aufzukaufen, von denen er die meisten schloss. Insgesamt produzierten für den Trust nie mehr als zwölf Destillerien, die zum größten Teil in Peoria lagen. Zur Zeit seiner größten Ausdehnung hatten sich 86 Destillerien dem Trust angeschlossen. Der Marktanteil des Trust für Whiskey war zur Zeit seiner größten Ausdehnung 1893 87 %. Der Marktanteil für trinkbaren Alkohol lag allerdings nie über 45 %.
Der Trust begann seine Tätigkeit mit einer Niedrigpreisstrategie. Diese dauerte bis 1890 und diente dazu, Marktanteile zu gewinnen und Nicht-Mitglieder aus dem Markt zu drängen oder zum Trust-Beitritt zu bewegen, da sie die niedrigen Preise nicht mitgehen konnten.
Ab 1890 arbeitete der Trust mit einer Exklusivitätsklausel, die Händler und Wiederverkäufer bewegte, nur Whiskey des Trusts zu verkaufen, wenn sie den Whiskey erhalten wollten. Ließ ein Händler sich exklusiv auf den Trust ein, erhielten diese einen Rabatt auf die Preise.
Der Trust hatte dabei mit mehreren Problemen zu kämpfen, die es beispielsweise in der Ölindustrie nicht gab. Dem Trust gelang es nie, eine echte Kontrolle über den Whiskey-Markt auszuüben. Es gab zu dieser Zeit zahlreiche Schwarzbrenner, die sich der Kontrolle des Trusts entzogen. Schätzungen zufolge stammte Ende des 18. Jahrhunderts ein Drittel des gesamten in den USA produzierten Whiskeys aus diesen Schwarzbrennereien. Die Eröffnung einer Destillerie war mit vergleichsweise geringem Aufwand möglich, so dass es sofort neue Wettbewerber gab, sobald der Trust die Preise erhöhte. Zudem konnten Kunden problemlos auf andere Spirituosen und Bier ausweichen, sollte der Trust zu stark die Preise anziehen. Der Versuch, mit dem Trust Kontrolle über Markt und Preise zu gewinnen, ließ sich nie durchsetzen.

### Öffentliche Verfolgung
Waren Trusts zur Zeit seiner Gründung 1887 noch legal gewesen, änderte der 1890 verabschiedete Sherman Antitrust Act dies. Offiziell musste sich der Whiskey trust umorganisieren. Der Trust nannte sich in Distilling and Cattle Feeding Company um und organisierte sich rechtlich als Unternehmen nach dem Recht von Illinois.
Sowohl die amerikanischen Bundesbehörden als auch die Behörden einzelner Bundesstaaten gingen gegen den Trust vor. Die US-Regierung untersuchte den Trust nach Vergehen gegen den Sherman Antitrust Act. Dabei hielten die Behörden insbesondere das Rabattprogramm für wettbewerbsbehindernd. Gerichte gaben aber in den jeweiligen Verfahren regelmäßig dem Trust recht.
Mehrere Händler klagten zudem gegen den Trust, da der Trust sich weigerte die vereinbarten Rabatte auszuzahlen. Der Trust argumentierte damit, dass diese Händler später auch den Whiskey anderer Anbieter handelten und damit die Bedingungen des Rabattprogramms verletzt hatten. Die Gerichte schlugen sich regelmäßig auf die Seite der Händler und beraubten so das exklusive Rabattprogramm des Trusts seiner Durchschlagskraft.
Erfolgreicher waren die Behörden einzelner Bundesstaaten. 1890 zwang der Oberste Gerichtshof von Nebraska die Nebraska Distilling Company aus dem Trust wieder auszuscheiden. Rechtliche Grundlage war der Vorwurf, dass die Nebraska Distilling Company ihre Gründungscharter verletzt hatte, indem sie einer monopolithischen Organisation beitrat. 1893 begann der Generalstaatsanwalt von Illinois gegen den Trust zu ermitteln, da er sich verbotener monopolistischer Aktivitäten schuldig gemacht hätte. Mehrere Gerichte bestätigten dies und 1895 löste der Oberste Gerichtshof von Illinois den Trust auf.

### Auflösung
1895 hatten sich die finanziellen und rechtlichen Probleme des Trusts so sehr vergrößert, dass Joseph Greenhut den Trust verließ. Kurze Zeit darauf erklärte der Oberste Gerichtshof von Illinois den Trust für illegal und zerschlug ihn in mehrere Nachfolger. Mehrere Teile schlossen sich allerdings wenig später wieder zusammen. 1902 war die Distillers Securities Corporation – ein Nachfolger des Trusts – wieder größter Spirituosenhersteller der USA. Nach weiteren Umgruppierungen und Neuordnungen entstand aus den Trust-Nachfolgern National Distillers wurde.